# Liste der Bodendenkmale in Freiberg
In der Liste der Bodendenkmale in Freiberg sind die Bodendenkmale der Stadt Freiberg und ihrer Ortsteile nach dem Stand der Auflistung von Volkmar Geupel aus dem Jahr 1983 aufgelistet. Eventuelle Änderungen und Ergänzungen, insbesondere aus der Zeit nach der Wende, sind nicht berücksichtigt, da für Sachsen aktuell keine neueren allgemein zugänglichen Bodendenkmallisten vorliegen. Die Baudenkmale sind in der Liste der Kulturdenkmale in Freiberg aufgeführt.
| Denkmal-ID | Fundart            | Ortsteil | Bezeichnung                                  | Zeitstellung | Lage                        | Bemerkungen                                                                                                   | Bild |
| ---------- | ------------------ | -------- | -------------------------------------------- | ------------ | --------------------------- | --- | ---- |
| ?          | Befestigung > Burg | Freiberg | Wasserburg „Freudenstein“, „Burg“, „Schloss“ | Mittelalter  | Nordwestrand des Stadtkerns | Niederungsburg, durch Renaissance-Schloss überbaut, Abschnittsgraben im Südosten, Schutz seit 14. Januar 1981 |      |